# Damophon (roi de Pise)
Pour les articles homonymes, voir Damophon.
 (janvier 2021).
Damophon (en grec ancien : Δαμοφῶν) est un roi de Pise dans le Péloponnèse.
Damophon est l'aîné des deux fils de Pantaléon, roi de Pise. À la mort de son père, il succède à celui-ci. À la quarante-huitième Olympiade (c. 584 av. J.-C.), il laisse soupçonner aux Éléens qu'il fomente une révolution contre eux. Ceux-ci font une attaque armée contre Pise. Mais, à force de prières et de serments, Damophon les persuade de repartir chez eux sans résultat. À la mort de Damophon, Pyrrhos, son frère puiné, lui succède.

### Source littéraire antique
- [Pausanias] Pausanias, Description de la Grèce (BNF 12012116).